# Piyama-radu
Piyama-radu era un alt dignatari hitita, possiblement nascut a Lazba (Lesbos) d'on era el seu avi, que va intentar crear-se un regne al front d'un contingent d'aventurers de Wilusa, Ahhiyawa, Millawanda, Seha i Arzawa, l'antic regne, i altres territoris de la regió. Va viure cap al segle xiii aC.

## Biografia
En temps de Muwatallis II va caure en desgràcia i va fugir cap a Anatòlia occidental on es va posar al servei d'Ahhiyawa i va intentar controlar el regne de Wilusa, que sempre havia estat al costat dels hitites. Va casar la seva filla amb Atpa, rei de Millawanda, per reforçar els llaços d'amistat. Lesbos era una dependència del rei de Seha, país que era lleial als hitites. Manapa-Tarhunta I de Seha no va participar al costat del seu sobirà el gran rei hitita en una campanya contra Wilusa al·legant estar molt malalt (segons una carta havia quedat impossibilitat); potser durant algun moment d'aquesta malaltia, Piyama-radu va atacar Lazba on el seu avi havia minat la lleialtat dels illencs al rei de Seha. Aquest avi va incitar al Saripu (delegat?) de Seha a Lazba, i al Saripu del gran rei hitita a l'illa a revoltar-se, cosa que van fer i es van passar a Piyama-radu. El final de la història no es coneix, però en tot cas Piyama-radu, amb el suport d'Ahhiyawa i de Millawanda va continuar l'enfrontament amb els hitites durant bastant de temps. Cal suposar que els hitites i el nou rei de Seha, Masturi, probablement fill i successor de Manapa-Tarhunta, van acabar reconquerint Lazba i que Piyama-radu es va establir a Millawanda amb el seu sogre.
Amb la guerra civil entre Mursilis III i Hattusilis III, Wilusa i Ahhiyawa (i ben segur també Millawanda) van donar suport a Mursilis, i quan va ser derrotat van esdevenir de fet independents. A Lukka la situació és poc coneguda però aparentment hi va haver desordres i la regió es va posar sota direcció d'un home anomenat Tawagalawa, germà del rei d'Ahhiyawa. Tawagalawa ha estat identificat amb l'homèric Eteocles, fill d'Andreos d'Orcomen. Tawagalawa va començar a atacar territori hitita de manera que Hattusilis III va perdre aviat el control de la situació al sud-oest i la gent de Lukka va arribar al riu Hulaya, districte fronterer amb capital a Hawaliya i als districtes veïns de Natas, Parha (després Perge a Pamfília), Harhasuwanta i altres de manera que tota la costa fins a Kizzuwatna va quedar fora del control del rei hitita. Els districtes fronterers de Wasuwatta i Harputtawana van caure en mans de rebels ajudats per Lukka.
Piyama-radu va aprofitar aquesta situació per envair territori hitita des Millawanda i va conquerir la terra del riu Hulaya arribant a la Terra Baixa Hitita fins a Nahita. Hattusilis va marxar contra les forces de Lukka, i els altres rebels, entre els que hi havia Piyama-radu i els va expulsar de la Terra Baixa i la zona del riu Hulaya però sense arribar a la costa occidental ni probablement a Pamfília. Llavors va nomenar al seu nebot Ulmi-Tesup, fill de Muwatallis II, rei d'un gran regne del sud-oest, amb capital a Tarhuntasa que va governar sota el nom de Kurunta. En els següents anys Kurunta va dominar fins a la costa al sud, i a l'oest fins al riu Kastaraya (Kestros) i la ciutat de Parha (Perge) a la plana de Pamfília.
Al final del regnat, Wilusa va esdevenir altra vegada vassalla del rei hitita. Kurunta de Tarhuntasa es va entrevistar amb el rei d'Ahhiyawa a Millawanda i es va acordar la retirada dels aqueus de Lukka, que va retornar a control hitita i els caps locals es van afanyar a proclamar la seva lleialtat al rei de Tarhuntasa i al gran rei hitita. Entre els que es van sotmetre i havia Piyama-radu, que era a la ciutat de Sallapa en el moment en què va escriure a Hattusilis, que havia anat a Lukka a afermar la seva autoritat, i se li va sotmetre. En aquest moment s'havia proclamat rei d'Arzawa i esperava esdevenir un rei vassall.
Hattusilis va enviar al seu hereu a Millawanda on es va trobar amb Piyama-radu i ambdós van pujar a un carro amb Piyama-radu al davant en signe de submissió. Però Piyama-radu no es fiava dels hitites i va rebutjar comparèixer a presència d'Hattusilis a Hattusa si abans no era reconegut rei (d'Arzawa segurament), cosa que suposava una humiliació pel príncep hereu. Piyama-radu va mantenir la seva lleialtat però a distància. Hattusilis va anar a l'oest i quan va arribar a Wiyanawanda, li va escriure i li va dir que li enviés un delegat a la ciutat de Yalanda que estava sota control de Piyama-radu, per fer l'acord; però Piyama-radu, que havia anat augmentant les seves sospites envers el rei hitita, va enviar a son germà Lahurzi, que va organutzar una emboscada als hitites a tres llocs propers a Yalanda. Tot i així els hitites van poder arribar a la ciutat; Lahurzi es va retirar i els hitites van destruir la ciutat.
Des d'allí Hattusilis va anar a Apawiya i va escriure a Piyama-radu a Millawanda ordenant-li comparèixer. També va escriure al rei d'Ahhiyawa protestant per les activitats de Piyama-radu des Millawanda, que estava subjecte a Ahhiyawa; el rei aqueu va donar permís al rei hitita per fer comparèixer a Piyama-radu (ho va ordenar a Atpa de Millawanda) i Hattusilis es va dirigir a Millawanda. A aquesta ciutat hi va entrar com a gran rei i allí va comparèixer Tawagalawa (ex governant de Lukka) per oferir la seva lleialtat al rei. Atpa va escoltar les queixes contra Piyama-radu però aquest, mentre, va agafar un vaixell i es va escapar. Hattusilis es va dirigir llavors al rei d'Ahhiyawa i li va fer una relació de les ofenses de Piyama-radu. Atpa i el rei d'Ahhiyawa que probablement seguien donant suport a Piyama-radu, van tractar de disculpar-lo. Hattusilis va exigir el retorn del set mil presoners (civils) que havia fet Piyama-radu en terres d'Hatti, i va intentar un acord que evités la guerra tot i que Piyama-radu escapava al càstig, acord que finalment es va establir. Però Piyama-radu ja havia anat al nord i actuava a la costa de Wilusa, on hi havia establiments aqueus en els que va reclutar nous contingents, i llavors intentava crear-se un regne allí, a Masa (Bitínia) i Karkissa (a la costa de la mar de Màrmara) o Karkiya (Cària).
Hattusilis, per mitjà del rei d'Ahhiyawa va oferir altra vegada a Piyama-radu el perdó a canvi de la submissió. No se sap com van anar els esdeveniments, però finalment el rei d'Ahhiyawa va capturar a Piyama-radu i el va entregar als hitites.
Segurament va morir presoner a Hattusa o algun altre lloc de l'Imperi Hitita.